# Valentino Zucchetti
Valentino Zucchetti (Calcinate, 1988) è un ballerino e coreografo italiano.

## Biografia
Nato e cresciuto nella provincia di Bergamo, Valentino Zucchetti ha cominciato a studiare danza all'età di quattro anni dopo aver visto Michail Baryšnikov danzare in televisione. A undici anni si è trasferito a Milano per studiare alla Scuola di Ballo del Teatro alla Scala e a sedici ha vinto uno borsa di studio per la Royal Ballet School di Londra. Durante gli anni di studi in Inghilterra ha vinto il Genée International Ballet Competition nel 2006 e il Solo Seal Award nel 2007. Dopo il diploma è stato scritturato prima dal Balletto dell'Opera di Zurigo e poi dal Balletto Nazionale Norvegese. Nel 2010 è tornato a Londra e si è unito al corps de ballet del Royal Ballet, dove è stato promosso al rango di solista nel 2012 e primo solista nel 2014. Nel 2020 partecipa al documentario Man at the Bar - Inside the Royal Ballet della BBC, realizzato dopo i commenti offensive di una giornalista americana, riguardo al fatto che il figlio di William, duca di Cambridge abbia deciso di studiare balletto, offendendo così i ballerini maschi.
Nei suoi oltre dieci anni con il Royal Ballet, Zucchetti ha danzato numerosi ruoli di rilievo, tra cui Colas ne La Fille Mal Gardée (Ashton), Puck e Bottom in The Dream (Ashton), il Principe e l'eponimo protagonista ne Lo schiaccianoci (Wright), Hilarion in Giselle (Wright), Lescaut in Manon (MacMillan), Mercuzio nel Romeo e Giulietta (MacMillan), Lensky nell'Onegin (Cranko), Espada nel Don Chisciotte (Petipa/Acosta) e l'Idolo di Bronzo ne La Bayadère (Makarova). Inoltre ha danzato in occasione delle prime mondiali di balletti di Liam Scarlett, Wayne McGregor, Carlos Acosta e Christopher Wheeldon.
Dopo aver sperimentato con la coreografia durante gli studi al Royal Ballet, vincendo anche l'Ursula Moreton Choreographic Award nel 2005, nel 2013 ha coreografato il balletto Sonata for Six e Orbita Motion per il New English Ballet Theatre. Nel 2020 ha fatto il suo esordio al Covent Garden in veste di coreografo con Scherzo, che gli è valso una candidatura al Ciritcs' Circle National Dance Award. L'anno successivo il suo balletto Anemoi ha avuto la sua prima alla Royal Opera House ed è stato premiato con il Critic's Circle National Dance Award per la migliore coreografia classica. Zucchetti è il primo coreografo italiano a creare pezzi per il Royal Ballet. Nel 2024 ha creato una nuova coreografia sulle musiche de L'uccello di fuoco, danzata da Marco Masciari nel programma televisivo di Roberto Bolle Viva la danza su Rai 1; nello stesso anno coreografa anche Canone Allegro per gli studenti della Scuola di Ballo del Teatro alla Scala.

## Coreografie (parziale)

### Royal Ballet
- Scherzo (2020)
- Anemoi (2021)
- Prima (2022)

## Filmografia

### Documentari
- Dancer, regia di Steven Cantor (2016)
- Man at the Bar - Inside the Royal Ballet - film TV (2020)

## Riconoscimenti
- National Dance Award
  - 2021 – Candidatura per la miglior coreografia classica per Scherzo
  - 2022 – Miglior coreografia classica per Anemoi